# امین بیانک
امین بیانک (زاده ۹ دی ۱۳۳۵ اندیمشک) سیاست‌مدار و مدیر اجرایی ایرانی است، که هم‌اکنون به‌عنوان مدیرعامل شرکت پتروشیمی غدیر و رئیس هیئت مدیره شرکت پتروشیمی آبادان فعالیت می‌کند.
وی دانش‌آموخته مهندسی برق از دانشگاه شیراز و کارشناسی ارشد مهندسی برق از دانشگاه صنعتی امیرکبیر می‌باشد. بیانک در دوره سوم و دوره پنجم مجلس شورای اسلامی به‌عنوان نماینده اهواز، از استان خوزستان در مجلس شورای اسلامی حضور داشت. وی در فاصله سال‌های ۱۳۶۳ تا ۱۳۶۵ شهردار اهواز بود. از سوابق دیگر بیانک می‌توان به شهردار اندیمشک، شهردار بهبهان، نماینده بازرگانی ایران در شرق آسیا و معاونت وزیر پست تلگراف و تلفن اشاره کرد.